# Jean-Louis-Ébenezel Reynier
Jean Louis Ebénézer Reynier (14 de enero de 1771 - 27 de febrero de 1814) fue un militar suizo-francés que sirvió en la Grande Armée bajo la Primera República y el Primer Imperio.

## Biografía
Reynier nació el 14 de enero de 1771 en Lausana en una familia de protestantes, hijo de Jacques François Reynier, médico, y Caroline Chapuis. A través de su padre fue descendiente de hugonotes franceses del Dauphiné que huyeron a Suiza después de la revocación del Edicto de Nantes. Su hermano Jean-Louis-Antoine (1762–1824), naturalista y arqueólogo, ocupó cargos gubernamentales en la administración francesa en Egipto y Nápoles.
En marzo de 1790, Reynier ingresó en la École des ponts et chaussées de París. Le fue otorgada la ciudadanía francesa por la Constitución de 1791, que garantizaba el derecho de retorno a los descendientes de personas francesas que habían huido del país debido a la persecución religiosa bajo el Antiguo régimen

## Guerras Revolucionarias Francesas
Reynier se unió al ejército francés como artillero en 1792 y fue enviado en octubre al Ejército del Norte, y su primera acción bélica fue en la Batalla de Jemappes ese año y en Neerwinden en 1793. Fue ascendido a general de brigada en enero de 1795, y nombrado jefe de Estado Mayor del Ejército del Rin y del Mosela bajo Moreau en marzo de 1796, convirtiéndose en general de división en noviembre del mismo año.
Reynier participó en la conquista de Malta de Napoleón y en la siguiente campaña egipcia en 1798. Estuvo al mando de una división en la batalla de las Pirámides y, en 1799, participó en los asedios de El Arish y Acre. Posteriormente, bajo el al mando del general Jacques-Francois Menou, luchó contra la invasión británica de Egipto en 1801. Su división estuvo presente pero no participó en la batalla de Alejandría. Después de regresar a Francia, Reynier mató a otro general en un duelo y estuvo en entredicho durante un tiempo.

## Guerras Napoleónicas
A su regreso al servicio en 1803, Reynier fue a luchar a Italia con el ejército del mariscal André Masséna, a quien más tarde reemplazó como jefe del Ejército de Nápoles en 1807. El 24 de noviembre de 1805, su Segunda División ayudó a capturar a los 4400 hombres del príncipe Henri Louis de Rohan en la Batalla de Castelfranco Veneto. Los 6000 franceses de Reynier derrotaron al ejército de 10.000 hombres del Reino de Nápoles y Sicilia borbónico en la batalla de Campo Tenese el 9 de marzo de 1806. Esta victoria ayudó a Napoleón a instalar a su hermano José Bonaparte en el trono del recién creado Reino de Nápoles napoleónico. El 4 de julio de ese año, una fuerza de asalto británica infligió una severa derrota a un Reynier demasiado confiado en la batalla de Maida en el sur de Italia. Reynier fue más tarde capaz de reafirmar el control francés de la zona a través de la victoria francesa en la batalla de Mileto, y sirvió bajo el rey José como su ministro de Guerra y Marina.
Durante la Batalla de Wagram en 1809, Reynier estuvo al mando de 129 piezas de artillería y 8475 soldados en la isla de Lobau. Este numeroso conjunto de cañones ayudó a detener un peligroso ataque lateral del VI cuerpo de ejército austriaco al mando de Johann von Klenau. Enviado a la península ibérica en 1810, mandó el segundo cuerpo bajo Masséna en la batalla de Busaco, en las líneas de Torres Vedras, y en la batalla de Sabugal en Portugal. Frente a Busaco, Reynier fue uno de los generales que instaron a Masséna a ordenar el asalto, que resultó en un fracaso. Su cuerpo no participó seriamente en la batalla de Fuentes de Oñoro, ya en España. En 1811, Napoleón lo nombró conde del Imperio.
Durante la Campaña rusa de 1812, Reynier dirigió el séptimo cuerpo, compuesto por tropas sajonas. Junto con una fuerza austríaca aliada al mando de Karl Schwarzenberg, se condujo bien al sur de los principales enfrentamientos. Después de librar batallas poco decisivas con los rusos en Gorodeczna y Wolkowysk, se retiró al enterarse del desastre del ejército principal.
Liderando el cuerpo sajón más una división francesa adjunta, Reynier luchó en las batallas de Kalish, Bautzen, Grossbeeren y Dennewitz en 1813. Durante la Batalla de Leipzig, sus tropas sajonas repentinamente cambiaron de bando. Cuando un puente clave fue volado demasiado rápido, Reynier quedó atrapado y capturado con los soldados franceses restantes.
Reynier fue liberado después de ser intercambiado por el general austriaco Maximilian von Merveldt, también capturado en Leipzig, y llegó a París el 15 de febrero de 1814. Murió de gota casi dos semanas después, el 27 de febrero. Su funeral se celebró en el oratorio del Louvre el 10 de marzo. Reynier fue enterrado en el Panteón de París.
Su nombre está inscrito en la columna 24, en el pilar sur del Arco del Triunfo, justo encima del de su compañero Laharpe también voluntario del Vaud.

## Otras lecturas
- Bowden, Scotty y Tarbox, Charlie. Ejércitos en el Danubio 1809. Arlington, Texas: Empire Games Press, 1980.
- Chandler, David. Diccionario de las Guerras Napoleónicas. Nueva York: Macmillan, 1979. ISBN 0-02-523670-9
- Chandler, David. Las campañas de Napoleón. Nueva York: Macmillan, 1966.
- Horward, Donald (ed.), Pelet, Jacques. La campaña francesa en Portugal 1810-1811. Minneapolis, Minnesota: University of Minnesota Press, 1973. ISBN 0-8166-0658-7
- Smith, Digby. El libro de datos de las guerras napoleónicas. Londres: Greenhill, 1998. ISBN 1-85367-276-9